# Agrotis hortulana
Agrotis hortulana är en fjärilsart som beskrevs av Morris 1875. Agrotis hortulana ingår i släktet Agrotis och familjen nattflyn. Inga underarter finns listade i Catalogue of Life.